# ثابت پیوند
ثابت پیوند حالت خاصی از ثابت تعادل K است و معکوس ثابت تفکیک است. این ثابت با پیوند و گسست واکنش یک گیرنده (R) با مولکول‌های لیگاند (L) مرتبط است:
R + L  RL
اگر ثابت‌های on-rate و off-rate به ترتیب با یکاهای M−1 s−1 و s−1 را داشته باشیم و تعادل رفت به شکل R + L → RL و تعادل برگشت به شکل RL → R + L باشد آنگاه:
{\displaystyle k_{\rm {on}}\,[{\rm {R}}]\,[{\rm {L}}]=k_{\rm {off}}\,[{\rm {RL}}]}
که در آن [R], [L] و [RL] نمایشگر غلظت گیرنده‌های آزاد بدون پیوند است. حال ثابت پیوند به صورت زیر تعریف می‌شود:
{\displaystyle K_{\rm {a}}={k_{\rm {on}} \over k_{\rm {off}}}={[{\rm {RL}}] \over {[{\rm {R}}]\,[{\rm {L}}]}}}
ثابت تفکیک نیز به صورت Kd ≡ 1/Ka خواهد بود.
انرژی آزاد گیبس ΔG و لیگاند از رابطهٔ زیر با ثابت تفکیک ارتباط دارد:
{\displaystyle \Delta G=RT\ln {K{\rm {d}} \over c^{\ominus }}}
در رابطهٔ بالا، R، ثابت گازها است و T دما و غلظت استاندارد مرجع co = 1 mol/L می‌باشد.